# Проскурин, Олег Анатольевич
Оле́г Анато́льевич Проску́рин (род. 27 ноября 1957, Курск) — российский филолог и литературовед, кандидат филологических наук. Автор книг об истории русской литературы и множества статей о современной культуре и политике. «Один из самых ярких историков русской словесности» (Андрей Немзер).

## Биография
Олег Проскурин родился 27 ноября 1957 года в Курске. В 1980 году окончил филологический факультет Московского государственного университета им. М. В. Ломоносова, под руководством В. И. Кулешова защитил кандидатскую диссертацию «А. Е. Измайлов и литературная жизнь первой трети XIX века» (1984). В 1985—1997 годах преподавал русскую литературу в Московском государственном педагогическом институте им. В. И. Ленина. Среди его студентов: главный редактор «Книжного обозрения» Александр Гаврилов, поэт Дмитрий Воденников, литературовед Олег Лекманов и др.
В 1990-е годы преподавал в Иллинойсском университете в Чикаго, в Северо-Западном университете (Эванстон, Иллинойс) и в Корнеллском университете (Итака, Нью-Йорк). Работал в Институте европейских исследований Корнеллского университета (1998—1999); в Центре русских исследований Гарвардского университета (2000—2001).
В 1999 вышла книга «Поэзия Пушкина, или Подвижный палимпсест», в которой автор исследует поэзию Пушкина в поэтическом контексте, сосредоточившись на отдельных его произведениях («Руслан и Людмила», «Евгений Онегин», «Памятник»). Книга вошла в шорт-лист премии Андрея Белого 2000 года. Вышедшая в 2000 году книга «Литературные скандалы пушкинской эпохи» — это сборник очерков о литературном быте начала XIX века. Значительная их часть посвящена журнальным полемикам. Автор показывает, что причины этих зачастую мелких склок — серьёзные эстетические разногласия, по которым можно судить о важных процессах, происходивших в литературе той эпохи.	
В 2001—2002 годах был редактором литературной рубрики «Круг чтения» в сетевом «Русском журнале».
В 2007 году вышел первый том собрания сочинений Пушкина с комментариями Олега Проскурина (при участии Никиты Охотина). Как считает филолог Александр Долинин, это издание — большое событие в науке, а комментаторы совершили научный подвиг.
Летом преподает в Миддлберийском колледже.

## Научные труды

### Книги
- «Поэзия Пушкина, или Подвижный палимпсест». М.: НЛО, 1999.
- «Литературные скандалы пушкинской эпохи». М.: ОГИ, 2000.

### Биография, тексты
- Олег Проскурин в «Журнальном зале»
- Олег Проскурин на сайте «Новая карта русской литературы»
- Олег Проскурин в «Русском журнале»
- Олег Проскурин на сайте Миддлбери-колледжа
- «Поэзия Пушкина, или Подвижный палимпсест» (содержание и фрагменты)
- «Литературные скандалы пушкинской эпохи» (оглавление)
- «Когда же Пушкин вступил в Арзамасское общество?» — статья в «Toronto Slavic Quarterly»
- «Неприличная фамилия» — статья в сб. «Кириллица, или Небо в алмазах»

### Об Олеге Проскурине и его книгах
- Андрей Немзер. «Вперёд, к „Арзамасу“!»
- Хапаева Д. Поход за именами // «Критическая Масса». — 2005. — № 1.